# Xalatlaco
Xalatlaco é uma cidade do estado do México, no México.